# René Isidoro García
René Isidoro García Alvarado (ur. 4 kwietnia 1961 w San Luis Potosí) – meksykański piłkarz występujący na pozycji prawego pomocnika, trener piłkarski, od 2022 roku trener Bucaneros.